# Aziz (Sängersklavin)
Aziz (arabisch عزيز, geb. im 8. oder 9. Jahrhundert; gest. vor 822) war eine Sängersklavin im Besitz von al-Hakam I. ibn Hischam (reg. 796–822), dem dritten umayyadischen Emir von Cordoba, sowie auch dessen Konkubine.

## Leben
Aziz war eine Sängersklavin des dritten umayyadischen Emir von Cordoba al-Hakam I. ibn Hischam (reg. 796–822). In den Quellen wird sie als äußert schöne Frau und talentierte Sängerin beschrieben. Während sie zunächst neben anderen Sängersklavinnen am Hofe des Emirs diente, gelang es ihr schließlich durch ihre Kunst, seine Aufmerksamkeit zu erlangen. Daraufhin nahm al-Hakam sie zu seiner Konkubine und nahm sie in den Kreis seiner Günstlinge und der Mütter seiner Kinder auf. Sie starb noch vor dem Ableben ihres Herrn im Jahr 822.

## Rezeption
In der klassisch-arabischen Literatur wird Aziz unter anderem in Ibn Fadlallah al-Umaris (1301–1349) Hauptwerk, dem Lexikon Masālik al-abṣār fī mamālik al-amṣār, in seinem Kapitel über bekannte Sängersklavinnen erwähnt.

### Arabische Primärquellen
- Ibn Fadlallah al-Umari (1301–1349): Masālik al-abṣār fī mamālik al-amṣār. Ins Deutsche übersetzt von Yasemin Gökpinar: Der ṭarab der Sängersklavinnen: Masālik al-abṣār fī mamālik al-amṣār von Ibn Faḍlallāh al-ʿUmarī (gest. 749/1349): Textkritische Edition des 10. Kapitels Ahl ʿilm al-mūsīqī mit kommentierter Übersetzung, Ergon Verlag, Baden-Baden 2021.

### Sekundärliteratur
- Yasemin Gökpinar: Der ṭarab der Sängersklavinnen: Masālik al-abṣār fī mamālik al-amṣār von Ibn Faḍlallāh al-ʿUmarī (gest. 749/1349): Textkritische Edition des 10. Kapitels Ahl ʿilm al-mūsīqī mit kommentierter Übersetzung, Ergon Verlag, Baden-Baden 2021.